# Cry for the Moon
Singles de Epica
Feint
(2004) Solitary Ground
(2005)
Cry for the Moon est un single et la première démo du groupe de metal symphonique Epica.

## Liste des titres
1. Cry for the Moon (version single)
2. Cry for the Moon
3. Run for a Fall (version single)
4. Run for a Fall